# Vans (entreprise)
Vans est une marque californienne de chaussures de sport, notamment de skateboard, BMX trottinette freestyle et snowboard, filiale du groupe américain VF Corporation.

## Histoire

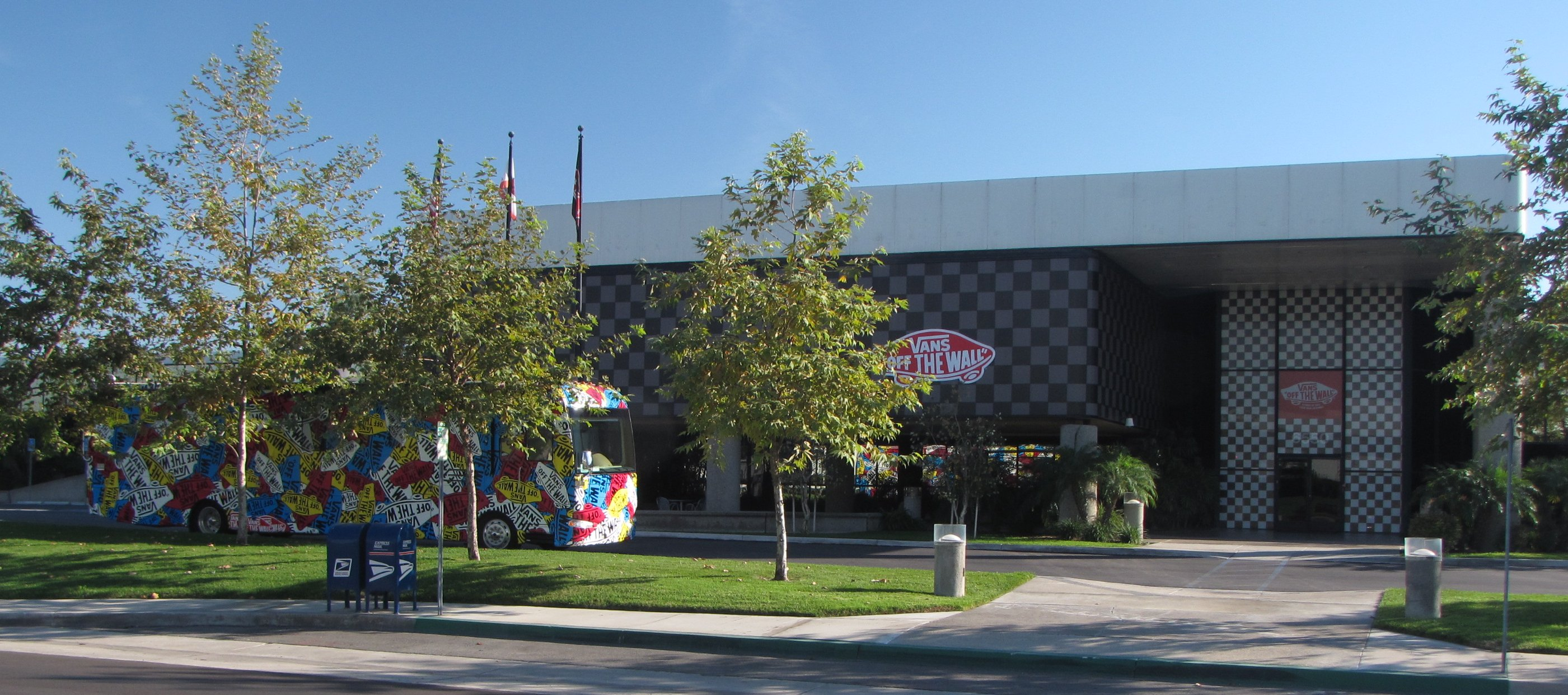
Le siège social de Vans
à Cypress, Californie.

En 1966, Paul Van Doren, son frère James Van Doren et  trois autres partenaires, tous passionnés de sports de glisse, créent la Van Doren Rubber Company en Californie, ouvrant une usine ainsi qu'une boutique. Le premier modèle de Vans, les « Vans #44 », dit "Authentic" y est vendu,. Les clients pouvaient commander le matin leur paire, et venir la récupérer l'après midi : la paire était fabriquée dans la journée. Le premier jour, douze "Authentic" sont vendues.
Les années 1970 seront florissantes pour la marque : après la création de sa compagnie et de son usine à Orange[Où ?], Paul Van Doren Shoes, alias Vans cible le marché du skateboard à l'époque en pleine expansion. Les ventes explosent en 1976 quand elle sort de ses usines la première véritable chaussure de skate : la Era, première Vans authentique en bleu et rouge dessinées pour les vedettes du skate de l'époque : Stacy Peralta et Tony Alva. S’ensuivront les Vans Sidestrip appelées Old Skool & Sk8-Hi qui plus de 30 ans après leur création représentent toujours aujourd’hui le style de la scène skate et surf du Sud californien.
En 1979 est créé le modèle « slip-on ». Paul Van Doren s'inspire des chaussures d'hôpitaux réputées pour leur confort. Le modèle peut proposer de multiples possibilités de par sa simplicité aussi bien en ce qui concerne les couleurs que les motifs. La société Vans veut toucher aussi bien le public que les athlètes professionnels, dans tout ce qui est monté sur roues, aussi bien les rollers que le skateboard sans oublier le BMX. 
La consécration ultime viendra en 1982 lorsque l’acteur Sean Penn, véritable icône de la jeunesse des années 1980, apparaît chaussé de la désormais célèbre paire de Vans à damier noir et blanc dans le film Ça chauffe au lycée Ridgemont. Les jeunes se les arrachent, les chaussures Vans deviennent le symbole d'une génération, leurs modèles ne prolifèrent plus seulement dans les skate parks, mais aussi dans les rues, les lycées et collèges. La simple chaussure devient un phénomène égalant le modèle « All star » de Converse.
Le début des années 1980 est donc des plus prometteurs quand la marque choisit de se diversifier et de produire des chaussures adaptées à de nombreux autres sports. Mais brutalement en 1983, la société croule sous les dettes : trop de modèles, trop de dépenses, une originalité en baisse : c’est la faillite.
La marque sera rachetée une première fois en 1988, puis fera l’objet de rachats successifs jusqu’à sa reprise par VF Corporation (groupe également propriétaire de Eastpak, The North Face et Lee) en 2004 pour près de 400 millions de dollars. Le chiffre d'affaires est multiplié, notamment en commanditant des icônes rock ou skates de l'époque, et en créant une ligne de vêtements.
En 2013, la marque Céline, sous la direction artistique de Phoebe Philo, remet les « slip-on » au gout du jour, sortant un modèle sans damiers, version léopard. Les Céline léopard, désormais introuvables, étaient vendues 600 euros la paire.
En juin 2015, Vans a collaboré avec Disney le temps d’une collection capsule composée d'une collection de chaussures streetwear, de vêtements et d'accessoires avec les imprimés des princesses de Disney pour enfants et adultes.

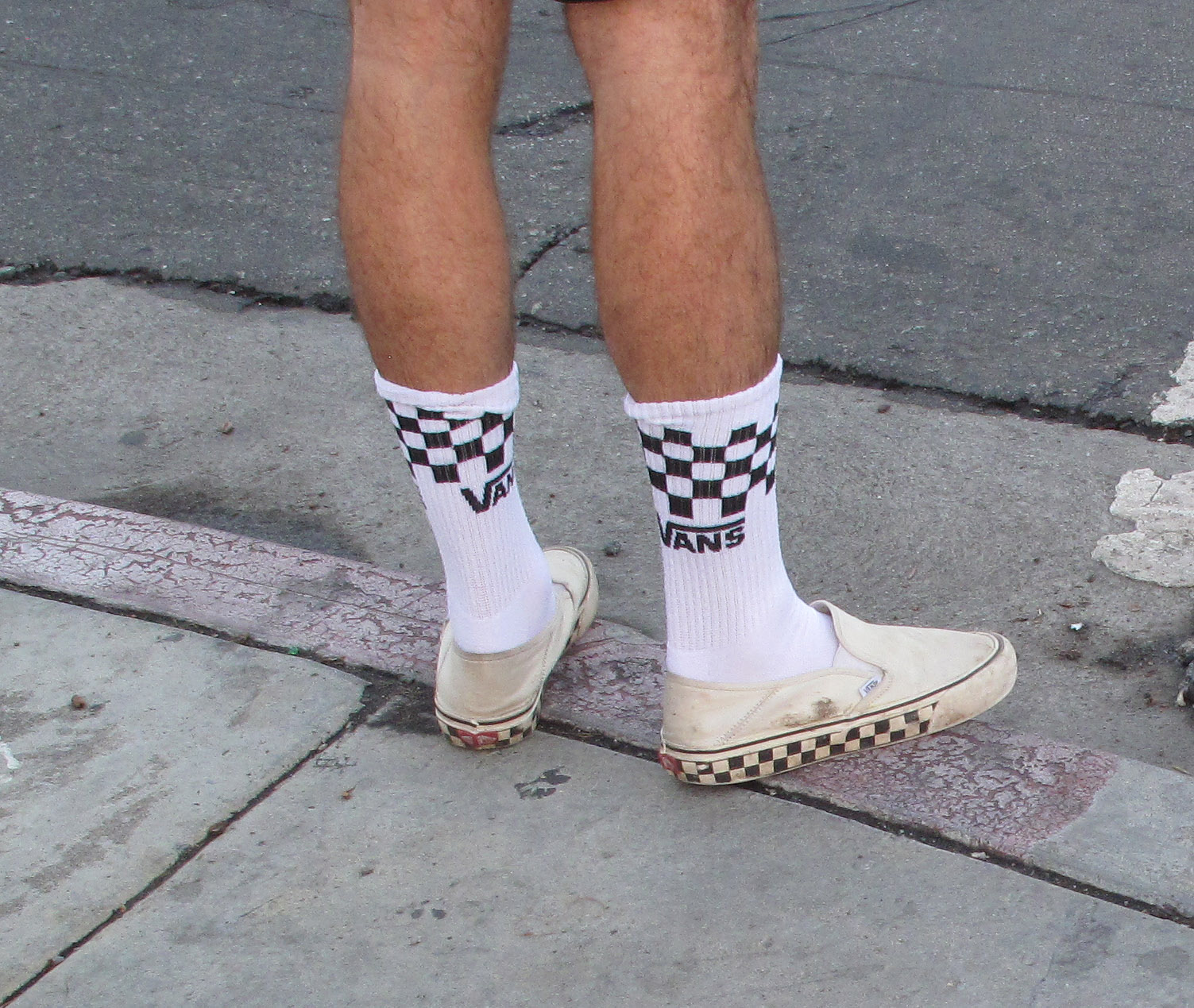
Une paire de Vans Slip-on

En 2021, à la suite du succès de la série Squid Game la vente des baskets blanches Vans ont augmenté de manière significative (avec une hausse de 7 800 %). En septembre 2021, la marque dévoile sa première basket écoresponsable fabriquée à partir de coton issu à 100 % de l'agriculture biologique. 

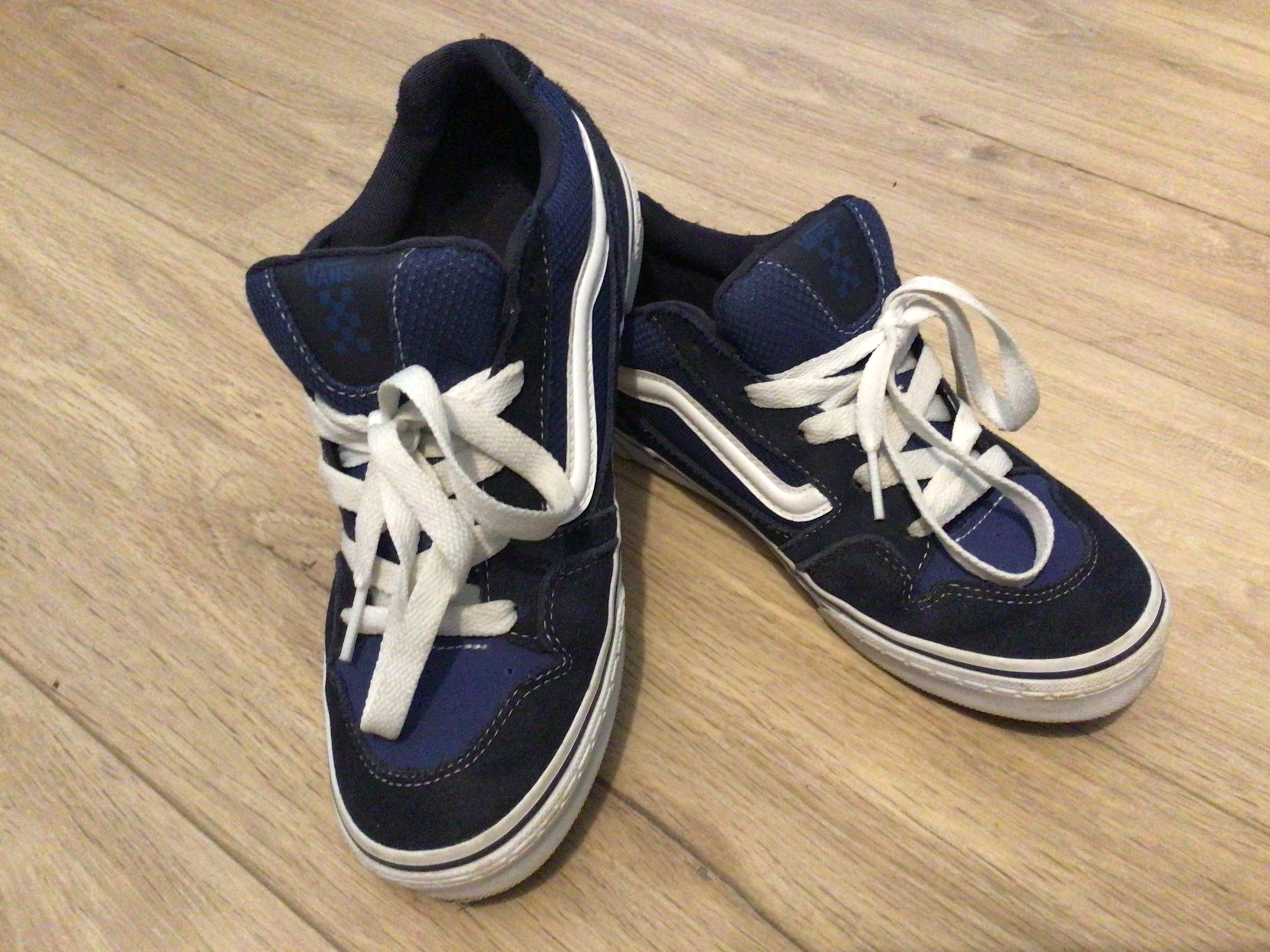
Paire de Vans Knu Skool Caldrone

## Partenariats
La marque investit également dans le milieu du sport. Ainsi, la marque a ouvert en 1994 un skate park de 4 300 m2 à Orange County et un Skate Park intérieur dans un centre commercial de Floride à Orlando.  
Dans le même esprit, elle commandite l’événement annuel initialement « Trip Crown Series » devenu par la suite le « Vans Triple Crown Series » réputé pour être l’une des plus prestigieuses compétitions de surf réunissant les meilleurs surfeurs au monde ou encore le « Vans Warped Tour » manifestation pendant laquelle s’alternent au programme des concerts de punk rock et des démonstrations de glisse. 
Si elle est sollicitée, elle peut prêter son image aux skateurs pro, aux événements musicaux ou encore aux icônes du rock. 
Un partenariat entre Vans et la marque de confiserie Haribo a vu le jour le 28 février 2023[pertinence contestée].